# Otto Holz
Otto Holz (* 25. Juli 1902 in Roßlau, Landkreis Zerbst; † 30. August 1963) war ein deutscher SED-Funktionär. Er war Abteilungsleiter in der Zentralen Parteikontrollkommission (ZPKK) der SED.

## Leben

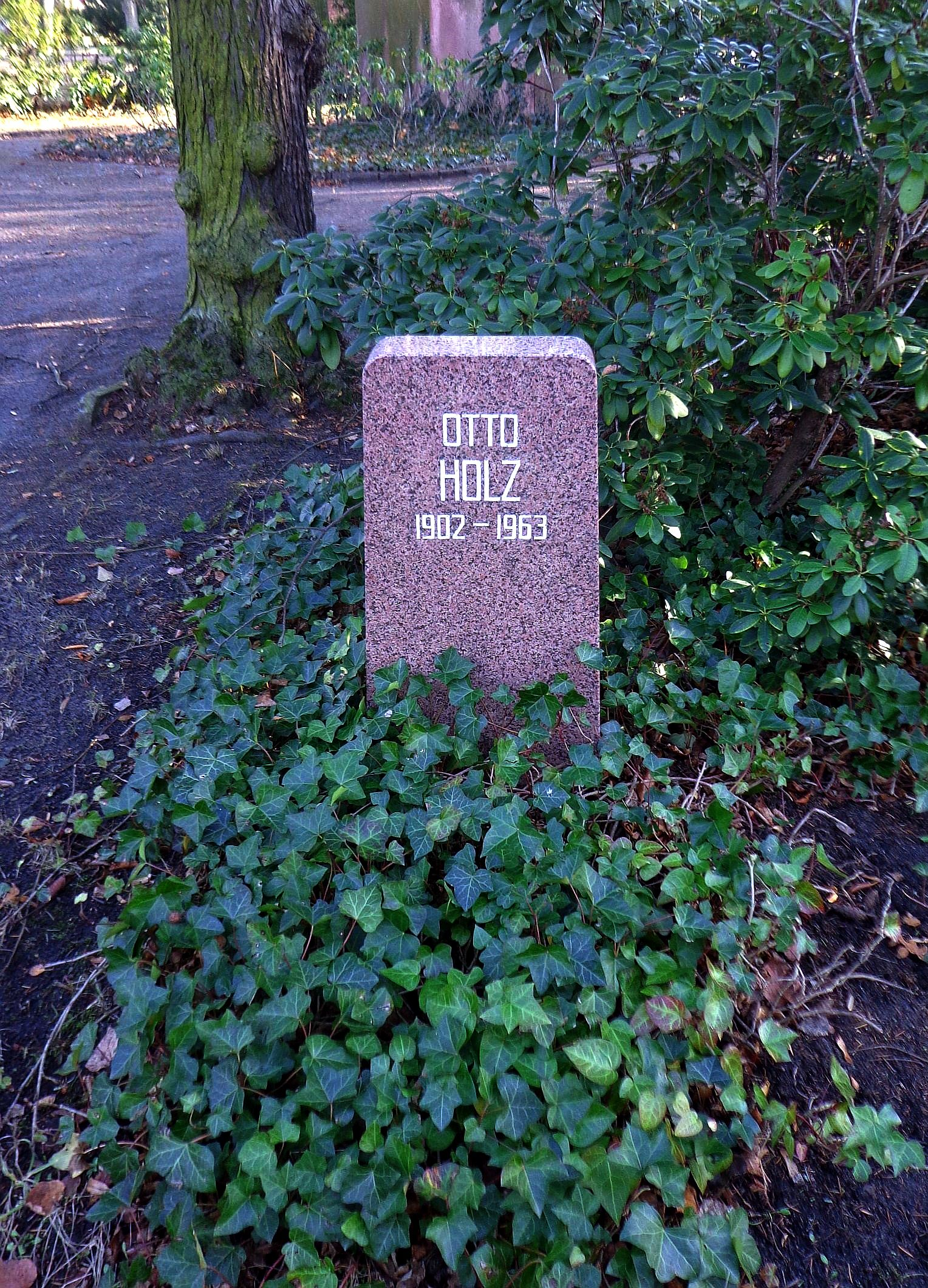
Grabstätte

Holz entstammte einer Arbeiterfamilie. Er besuchte die Volksschule und absolvierte eine Lehre zum Maler. Anschließend arbeitete er in diesem Beruf. 1919 trat er der SAJ, 1921 dem KJVD und der KPD bei. Zwischen 1923 und 1928 fungierte er als Leiter des Unterbezirks Dessau des KJVD. 1928/29 war er technischer Leiter und Kassierer des RFB-Gaus Magdeburg-Anhalt. 1929 wurde er Politischer Leiter des KPD-Unterbezirks Dessau. 1930/31 war er Kursant an der Internationalen Lenin-Schule der Komintern in Moskau. Nach seiner Rückkehr fungierte Holz wieder als Politischer Leiter des KPD-Unterbezirks Dessau. Zwischen 1931 und 1933 gehörte Holz als Abgeordneter dem Dessauer Gemeinderat an.
Nach der „Machtergreifung“ der Nationalsozialisten war Holz weiterhin illegal für die KPD tätig. Er wurde am 7. März 1933 verhaftet und bis April 1933 „Schutzhaft“ gehalten. Anschließend wieder im Widerstand aktiv wurde er im November 1934 erneut inhaftiert. Holz wurde durch das Berliner Kammergericht zu dreieinhalb Jahren Zuchthaus verurteilt. Nach Verbüßung der Haftstrafe im Zuchthaus Coswig wurde er jedoch nicht entlassen, sondern wurde weiterhin im Lager Börgermoor und dann von 1938 bis 1945 im KZ Sachsenhausen festgehalten.
1945 wurde Holz Vorsitzender der KPD-Ortsgruppe in Roßlau und war von 1945 bis 1947 Stadtrat in Roßlau. 1946 wurde er Mitglied der SED und war von 1947 bis 1950 Erster Sekretär der SED-Kreisleitung Zerbst. Von 1950 bis 1963 war Holz Mitglied der ZPKK und dort Abteilungsleiter des ZK der SED. 
Seine Urne wurde in der Grabanlage „Pergolenweg“ auf dem Zentralfriedhof Friedrichsfelde in Berlin-Lichtenberg beigesetzt.

## Auszeichnungen in der DDR
- Vaterländischer Verdienstorden in Silber (1956)
- Banner der Arbeit (1962)